# 石川諸足
石川 諸足（いしかわ の もろたり、生没年不詳）は、奈良時代の貴族。姓は朝臣。官位は従五位下・讃岐介。

## 経歴
宝亀2年（771年）正月に従五位下に叙爵し、7月に鋳銭次官に任官する。宝亀5年（774年）備後介に遷ると、翌宝亀6年（775年）讃岐介と光仁朝半ばに地方官を歴任した。

## 官歴
注記のないものは『続日本紀』による。
- 時期不詳：正六位上
- 宝亀2年（771年） 正月23日：従五位下。7月23日：鋳銭次官
- 宝亀5年（774年） 6月23日：備後介
- 宝亀6年（775年） 9月13日：讃岐介